# Де Би, Сильви
Сильви Де Би (нидерл. Silvy de Bie; род. 4 января 1981, Хейст-оп-ден-Берг, Мехелен, Антверпен, Фламандский район, Бельгия), также известная как Сил (стилизованная под SIL) или Сильви Мелоди, — бельгийская певица. Ранее она была вокалисткой танцевальной группы Sylver.

## Биография
Сильви стала детской звездой Фландрии, когда ей было девять лет. Она спела «Ben» (песню Майкла Джексона, написанную Уолтером Шарфом) в фламандском шоу De Kinderacademie (рус. детская академия). Это шоу было не конкурсом, а развлекательной программой, в которой дети от 4 до 12 лет могли выступить (спеть, танцевать, рассказать небольшую сказку или стихотворение…).
Её выступление было так хорошо принято, что независимая студия звукозаписи подписала с ней контракт. Под именем «Silvy Melody» она записала несколько песен (в том числе голландскую версию «Ben») в качестве сольного исполнителя, а также несколько номеров вместе с другими известными бельгийскими певцами. Многие из её песен попали в топ-10 хит-парадов.
Её карьера детской звезды резко оборвалась в 1994 году из-за бельгийского закона о детском труде, который был запрещен в Бельгии. В 2000 году она стала вокалисткой танцевальной группы Liquid, позже в 2001 году название группы было изменено на Sylver. Наряду с успехами с Sylver, она начала петь ещё и соло. В 2001 году она работала с MNC, с которыми она сделала кавер на песню Eurythmics «Sweet Dreams». Также она работала с танцевальной группой Milk Inc. (дружит с певицей Линдой Мертенс). В 2004 году сингл «I Don’t Care» вошёл в бельгийскую десятку лучших. В 2007 году она работала над синглом «Time» вместе с 4 Clubbers в Бельгии. Она сочинила и написала песню «Lovesong» из альбома Crossroads.